# Graphium leonidas
Graphium leonidas là một loài bướm thuộc họ Papilionidae, được tìm thấy ở Châu Phi hạ Sahara.
Sải cánh con đực dài 75–80 mm, con cái dài 75–85 mm. Có nhưng lứa đẻ liên tục, đạt đỉnh điểm từ tháng 10 đến tháng 4.
Ấu trùng ăn Popowia caffra, Annona, Monanthotaxis, Uvaria, Monanthotaxis caffra, Annona senegalensis, Landolphia ugandensis, L. buchannani, Annickia chlorantha, Friesodielsia obovata, Uvaria, và Artabotrys spp.

## Hình ảnh

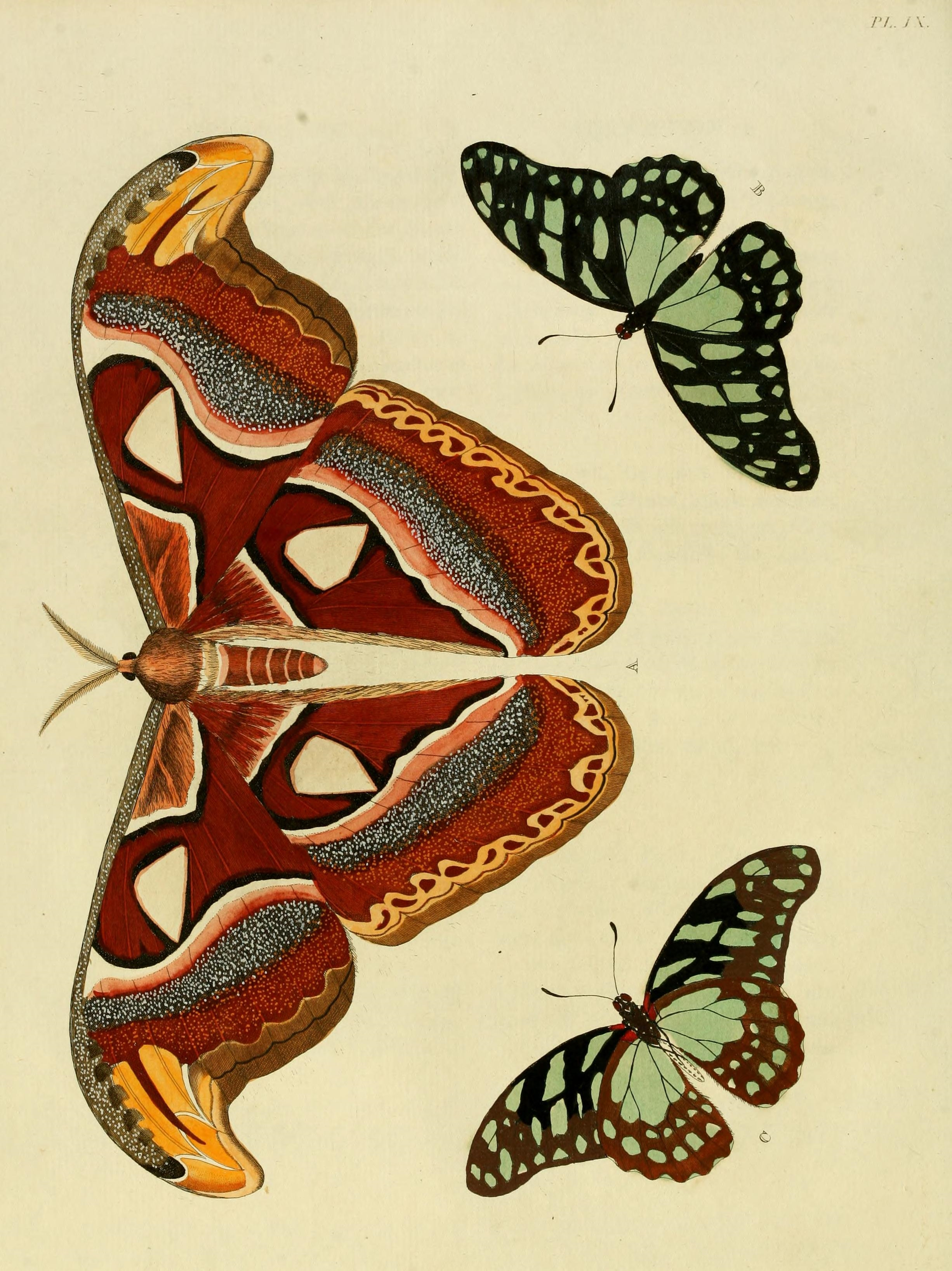
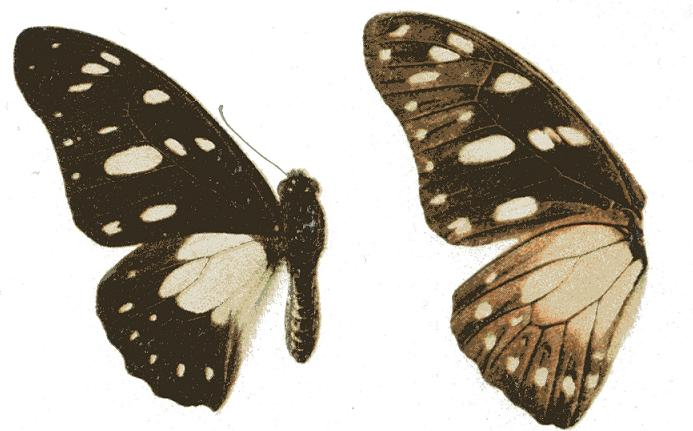
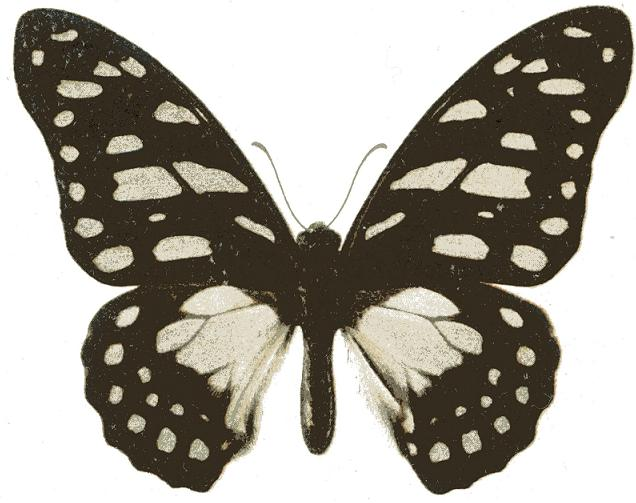